# Richard Bouwens van der Boijen
Richard Hermann Antoine Bouwens van der Boijen (11 ottobre 1863 – 31 agosto 1939) è stato un architetto francese.

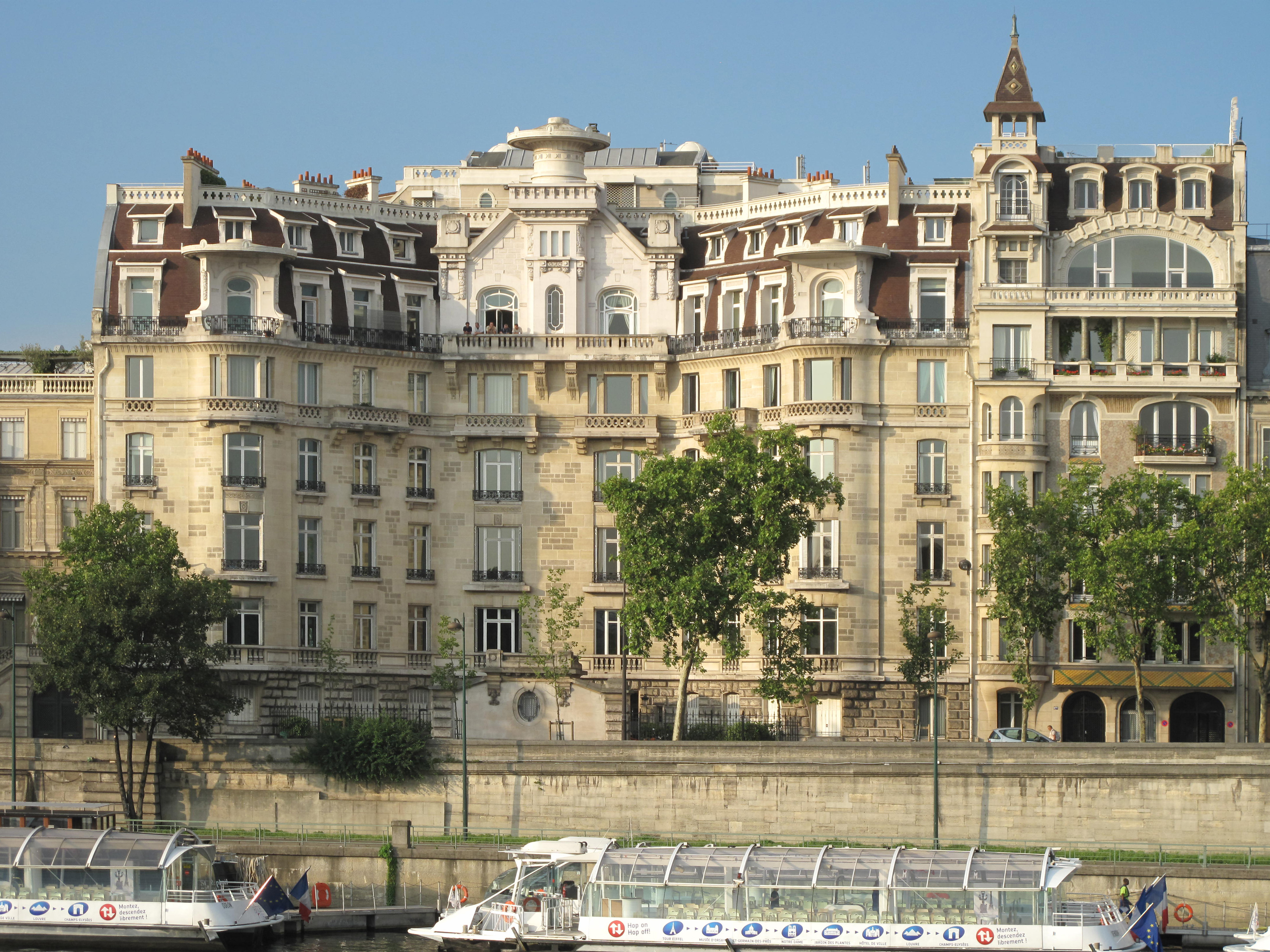
Quai Anatole France

Nel 1899 fu uno dei vincitori del Concours de façades de la ville de Paris per la realizzazione di un Hôtel particulier, all'8, rue de Lota nel XVI arrondissement di Parigi.
È sepolto nel cimitero di Père-Lachaise (divisione 36a).

## Alcune opere
- 1905: 27 bis quai Anatole-France (Parigi)
- 1905: 27 quai Anatole-France (Parigi)
- 1902: Le Centorial (Parigi)
- 1899: Hôtel particulier, 8, rue de Lota (XVI arrondissement)
- Hôtel particulier, 6, rue de Chézy ( Neuilly-sur-Seine )
- Hôtel particulier, 8, rue de Chézy (Neuilly-sur-Seine)
- Paquebot Île-de-France, creatore della grande sala da pranzo